# أيهان عمر
أيهان عمر (من مواليد 27 يونيو 1960) هو لاعب ومدرب فريق كرة اليد الروماني. وهو مشهور لتألقه مع الأندية المختلفة، وقام بتدريب فريق الرجال الوطني بين عامي 1994 و2003، ومرة أخرى من عام 2007.

## حياته
ولد لعائلة مسلمة من تتار القرم في رومانيا في مدينة كونستانتسا.